# L'Ami de mon amie
Série Comédies et Proverbes
Le Rayon vert
(1986)
Pour plus de détails, voir Fiche technique et Distribution.
L'Ami de mon amie est un film français réalisé par Éric Rohmer et sorti en 1987.
Le film met en scène Blanche, nouvelle venue à Cergy-Pontoise, qui se lie d'amitié avec Léa, qui lui présente son fiancé, Fabien, sportif passionné de planche à voile. Blanche tombe amoureuse du bel Alexandre, séducteur snob. Au fil des rencontres, Blanche prend conscience qu'elle aime Fabien (l'ami de son amie) mais elle craint de trahir son amie, tandis que Léa se laisse séduire par Alexandre, dont elle partage les goûts de luxe. Finalement, après un quiproquo, les deux nouveaux couples partent chacun en vacances de leur côté.
Cette comédie sentimentale est le dernier volet du cycle de six films des Comédies et proverbes. Elle tourne autour de cinq jeunes gens qui, à la fin, se retrouvent en couple dans une constellation complètement différente de celle prévue initialement. La devise du film est l'expression « Les amis de mes amis sont mes amis ». Le lieu de l'action, la ville nouvelle de Cergy-Pontoise, joue un rôle particulier. Le film est tourné en prises de vues réelles, bien que, par rapport à l'habitude, Rohmer laisse peu de place à l'improvisation de ses acteurs.

## Synopsis
Blanche vient d'emménager à Cergy-Pontoise, une ville-dortoir de la banlieue parisienne. Un jour, elle rencontre Léa, une étudiante qui s'assoit à la même table qu'elle au déjeuner, et elles deviennent rapidement des amies proches. Blanche, qui n'a pas d'amis en ville, propose à Léa de lui apprendre à nager ; à la piscine, elles rencontrent Alexandre, un jeune ingénieur qui a beaucoup de succès auprès des femmes et qui impressionne également Blanche.
Léa sort avec un garçon, Fabien, mais elle dit qu'elle n'est pas sûre de son amour. Elle essaie de créer des occasions pour que sa nouvelle amie rencontre Alexandre ; un jour, ils se rencontrent dans un café mais Blanche est tellement paralysée par l'émotion qu'elle ne peut pas s'exprimer. Alexandre sort également avec Adrienne, une étudiante en art.
Léa, insatisfaite de sa relation avec Fabien, décide de partir en vacances avec quelqu'un d'autre, sans le prévenir. Elle donne à son amie son billet pour un match de tennis à Roland-Garros où elle devait se rendre avec Fabien, Alexandre et Adrienne. Après le match, Blanche rentre chez elle, mais rencontre Adrienne à la gare, qui lui dit combien Fabien parle d'elle en bien. Blanche continue à rencontrer Fabien par hasard, jusqu'à ce qu'il l'invite à faire de la planche à voile. Au cours des jours suivants, ils passent du temps ensemble et découvrent qu'ils ont beaucoup de choses en commun : ils dînent ensemble, nagent et font de longues promenades. Au cours de l'une d'elles, Blanche éclate en sanglots sans raison, il comprend qu'elle est en conflit et lui avoue qu'il l'aime, puis l'embrasse. Blanche résiste, puis se laisse aller. Le soir, ils couchent ensemble, mais le matin, Blanche dit qu'ils ne peuvent pas continuer car, même si lui et Léa ont rompu, elle reste sa meilleure amie.
Léa revient de vacances ; ça n'a pas marché avec l'autre homme et elle se remet avec Fabien ; le garçon, après que Blanche lui ait dit que leur liaison ne peut pas continuer, se considère comme libre. Ils assistent tous les trois à une fête, Alexandre qui a rompu avec Adrienne est là aussi, Blanche se convainc qu'elle est toujours amoureuse de lui.
Quelques jours plus tard, Léa quitte définitivement Fabien et révèle alors à Alexandre que Blanche est follement amoureuse de lui. Mais Blanche ne semble pas être le genre d'Alexandre, qui lui avoue qu'il a toujours eu un faible pour Léa. Celle-ci hésite, ne voulant pas blesser son amie, mais ne tarde pas à comprendre qu'elle est amoureuse d'Alexandre. Fabien et Blanche se retrouvent également, il lui avoue qu'il n'aime plus Léa depuis longtemps. L'attirance est si forte qu'ils décident de partir en vacances ensemble.
Léa et Alexandre se promènent main dans la main, ils voient Blanche à une table de restaurant, ils ne peuvent pas savoir qu'elle attend Fabien. Alexandre reste à l'écart, Léa va s'excuser auprès de son amie pour avoir fréquenté l'homme qu'elle aime, mais un malentendu survient : Blanche retient ses larmes car elle croit que Léa parle de Fabien. Elles sont toutes deux soulagées lorsqu'elles découvrent la vérité. Fabien arrive, les quatre se retrouvent : le lendemain, les deux nouveaux couples partiront en vacances.

## Fiche technique
Sauf indication contraire, les informations mentionnées dans cette section peuvent être confirmées par la base de données cinématographiques Unifrance,  présente dans la section « Liens externes ».
- Titre original : L'Ami de mon amie
- Réalisation : Éric Rohmer
- Scénario : Éric Rohmer
- Décors : Sophie Maintigneux
- Photographie : Bernard Lutic, assisté de Sabine Lancelin
- Son : Georges Prat, assisté de Pascal Ribier
- Musique : Jean-Louis Valero
- Montage : Lisa Hérédia
- Cadre : Sabine Lancelin, Sophie Maintigneux
- Production : Margaret Ménégoz
- Sociétés de production : Les Films du Losange, Compagnie Éric Rohmer
- Société de distribution : Les Films du Losange, Acteurs Auteurs Associés
- Pays de production :  France
- Langue de tournage : français
- Format : Couleurs - 1,66:1 - Son mono -  35 mm
- Genre : Comédie sentimentale
- Durée : 102 minutes (1 h 42)
- Date de sortie : 
  - France : 26 août 1987
  - Italie : 29 août 1987
  - Allemagne de l'Ouest : 14 avril 1988
- Mention :
  - France : Tous publics

## Distribution
- Emmanuelle Chaulet : Blanche
- Sophie Renoir : Léa
- Éric Viellard : Fabien
- François-Éric Gendron : Alexandre
- Anne-Laure Meury : Adrienne

## Production

### Place du film dans la filmographie de Rohmer
L'ami de mon amie est le sixième et dernier film du cycle Comédies et Proverbes, le deuxième cycle du cinéaste français Éric Rohmer après les Six contes moraux de 1962 à 1972. Le cycle a commencé en 1981 avec La Femme de l'aviateur et comprend également les films Le Beau Mariage (1982), Pauline à la plage (1982), Les Nuits de la pleine lune (1984) et Le Rayon vert (1986). Contrairement aux Six contes moraux, qui parlent tous d'un homme qui tombe amoureux d'une femme, les films du deuxième cycle n'ont pas d'unité thématique et ne sont que vaguement liés entre eux. Rohmer a signalé qu'il n'avait pu que difficilement intégrer Le Rayon vert dans le cycle. Il a néanmoins constaté que « l'idée des cycles est favorable à mon inspiration et facilite mes relations avec la presse et le public ».
Avec Le Rayon vert et les Quatre Aventures de Reinette et Mirabelle (1986), qui suivirent et ne furent intégrées à aucun cycle, Rohmer avait auparavant évolué davantage vers l'improvisation. C'est peut-être en raison du peu de succès du deuxième film, après que Le Rayon vert ait remporté le Lion d'or à la Mostra de Venise, ou de son sens de la symétrie, qu'il a ajouté un sixième film, L'Ami de mon amie, au cycle Comédies et proverbes, qui revenait à un scénario fixe avec une trame préétablie. Rohmer décrit : « chaque ligne de dialogue dans L'Ami de mon amie était donnée. Il n'y avait pas de place pour l'improvisation dans ce film ».
Rohmer n'était pas encore conscient, après la sortie de L'Ami de mon amie, que celui-ci devait constituer la fin des Comédies et proverbes, et il spéculait dans la presse « s'[il] poursuivait ce cycle ou s'[il] en commençait un nouveau ». En fait, son film suivant, Conte de printemps, ouvrait en 1990 le troisième et dernier cycle de films de Rohmer, les Contes des quatre saisons, tandis que les films de la fin de sa carrière ne peuvent plus être regroupés dans aucun ensemble thématique.

### Influences
| \| Léa \| Léa \| Léa \| Léa \| Léa \| Léa \| \| \| \| \| \| \| Fabien \| Fabien \| Fabien \| Fabien \| Fabien \| Fabien \| \| Léa \| Léa \| Léa \| Léa \| Léa \| Léa \| \| \| \| \| \| \| Fabien \| Fabien \| Fabien \| Fabien \| Fabien \| Fabien \| \| \| \| \| \| \| \| \| \| \| \| \| \| \| \| \| \| \| \| \| \| \| \| \| \| \| Blanche \| \| \| \| \| \| \| \| \| \| \| \| \| \| \| \| \| \| \| \| \| \| \| \| \| \| \| \| \| \| \| \| Adrienne \| Adrienne \| Adrienne \| Adrienne \| Adrienne \| Adrienne \| \| \| \| \| \| \| Alexandre \| Alexandre \| Alexandre \| Alexandre \| Alexandre \| Alexandre \| \| Adrienne \| Adrienne \| Adrienne \| Adrienne \| Adrienne \| Adrienne \| \| \| \| \| \| \| Alexandre \| Alexandre \| Alexandre \| Alexandre \| Alexandre \| Alexandre \| |          |          |          |          |          |         |  |  |  |  |  |           |           |           |           |           |           |
| Léa | Léa      | Léa      | Léa      | Léa      | Léa      |         |  |  |  |  |  | Fabien    | Fabien    | Fabien    | Fabien    | Fabien    | Fabien    |
| Léa | Léa      | Léa      | Léa      | Léa      | Léa      |         |  |  |  |  |  | Fabien    | Fabien    | Fabien    | Fabien    | Fabien    | Fabien    |
| |          |          |          |          |          |         |  |  |  |  |  |           |           |           |           |           |           |
| |          |          |          |          |          | Blanche |  |  |  |  |  |           |           |           |           |           |           |
| |          |          |          |          |          |         |  |  |  |  |  |           |           |           |           |           |           |
| Adrienne | Adrienne | Adrienne | Adrienne | Adrienne | Adrienne |         |  |  |  |  |  | Alexandre | Alexandre | Alexandre | Alexandre | Alexandre | Alexandre |
| Adrienne | Adrienne | Adrienne | Adrienne | Adrienne | Adrienne |         |  |  |  |  |  | Alexandre | Alexandre | Alexandre | Alexandre | Alexandre | Alexandre |

Le développement de L'Ami de mon amie remonte à l'époque des premiers films du cycle Comédies et Proverbes. Selon la propre description de Rohmer, le film était la première véritable comédie qu'il concevait, mais comme toujours dans son œuvre, il était mêlé à des éléments autobiographiques ou du moins très personnels. Une jeune femme romantique, apparentée à la Marquise d'O., se trouve, comme souvent chez Rohmer, tiraillée entre deux amants, dont l'un est un personnage de Don Juan inspiré de l'ancien co-scénariste de Rohmer, Paul Gégauff. Elle a deux confidentes qui agissent de manière aussi manipulatrice que la narratrice du Genou de Claire.
Mais certains classiques ont également influencé le film : Les Affinités électives de Goethe, que Rohmer voulait adapter depuis sa jeunesse, ainsi que les comédies de Corneille. En fait, Rohmer s'est même amusé à écrire certaines parties du scénario en alexandrins. Selon les biographes de Rohmer, Antoine de Baecque et Noël Herpe, l'influence d'un dramaturge français plus moderne, Sacha Guitry, est également perceptible dans le film, dont le titre de travail, Les Quatre Coins, est un hommage à Quadrille (1938) de Guitry. Rohmer a expliqué à propos de ce titre : « Je pensais à ce jeu à quatre personnages plus un cinquième qui doit prendre la place d'un des autres. Au premier stade de l'écriture, j'ai donc tout simplement désigné les personnages par des lettres : A, B, C, D ... ». Au début, A est avec B, et C soupire pour D. À la fin, A partira avec D, et C avec B. E, qui a vite rompu sa liaison avec D, joue les meneuses de jeu. Rohmer a cependant rejeté l'idée initiale d'un centre commercial comme lieu fermé dans lequel tous les personnages se retrouveraient, la jugeant trop théâtrale.

### Attribution des rôles
Rohmer a délibérément choisi les acteurs du film en fonction de clichés extérieurs qui devaient souligner les traits de caractère des personnages. Ainsi, il a confié le rôle de Léa à une « beauté méridionale et pulpeuse », à savoir Sophie Renoir, l'arrière-petite-fille du peintre Auguste Renoir et la petite-nièce du réalisateur Jean Renoir. Rohmer avait déjà tourné avec elle le film Le Beau Mariage en 1982 et lui avait attribué le surnom d' « insolente romantique », même si son impulsivité devait rester contenue dans le rôle de Léa. Il découvrit son pendant, la discrète Blanche romantique et naïve, en la jeune apprentie comédienne Emmanuelle Chaulet, qui n'avait encore aucune expérience du cinéma. Pendant des mois, il a mené avec elle de longues entretiens afin d'adapter son rôle à sa personnalité et à ses expériences émotionnelles. Le troisième rôle féminin, celui de l'extravagante Adrienne, a été confié à Anne-Laure Meury, une autre actrice avec laquelle Rohmer avait déjà collaboré dans Perceval le Gallois et La Femme de l'aviateur.
Rohmer a choisi ses deux protagonistes masculins d'après les suggestions de Sophie Renoir. François-Éric Gendron avait déjà incarné le beau dandy dans le style de son personnage Alexandre dans quelques comédies légères. Éric Viellard a convaincu Rohmer de lui confier le rôle plus discret de Fabien, notamment grâce à sa participation à une série télévisée intitulée Jeu Set et Match de Michel Wyn. Le réalisateur assistait régulièrement à des tournois de tennis et prévoyait de placer une scène dans les gradins de Roland-Garros. En effet, Rohmer a fini par monter dans le film une scène du jeu d'Ivan Lendl, qui avait remporté le tournoi en 1986 et 1987.

### Tournage
L'Ami de mon amie a été tourné en sept semaines, du 19 mai au 5 juillet 1986. Le tournage s'est révélé plus difficile que prévu, si bien que Rohmer a brièvement envisagé de l'interrompre. Il fallut à plusieurs reprises improviser sur les lieux de tournage en raison de complications imprévues. Mais surtout, il y avait des tensions au sein de l'équipe. L'idée de Rohmer de séparer le travail du cadre assuré par Sophie Maintigneux, avec laquelle Rohmer avait auparavant exploré Cergy, du travail de la caméra de Bernard Lutic et de son assistante Sabine Lancelin, s'est révélée peu fructueuse, et la relation entre les deux actrices principales était également difficile.
Emmanuelle Chaulet, inexpérimentée, manquait d'assurance et se faisait régulièrement reprendre par Rohmer. Elle se souvenait d'une scène clef du film, où Fabien devait faire pleurer Blanche pendant une excursion en lisière de bois et où Rohmer était intervenu : « Ça m'a bloquée, et ensuite il m'a été très difficile de jouer la scène de larmes en plan rapproché. Je voyais cette scène comme une scène de tendresse et de libération, et c'est devenu une scène plus tendue, où Blanche est nerveuse et crispée. Et je pense que Rohmer, qui voyait la culpabilité et la honte se débattre chez Blanche, l'a provoqué volontairement ». Sophie Renoir s'est rebellée à plusieurs reprises et s'est soustraite au tournage, tout comme Anne-Laure Meury. Cette dernière a commenté : « La grâce n'a pas eu lieu sur le tournage ». Elle attribuait cela à une équipe trop nombreuse pour les besoins de Rohmer. Les coûts de production s'élevèrent à 3 millions de francs, environ un quart du budget habituel des longs métrages français de l'époque.
Le film se déroule entièrement à Cergy-Pontoise, ville de banlieue parisienne, avec ses bâtiments emblématiques de style néoclassique conçus par Ricardo Bofill et Dani Karavan, reliés par un large axe, l'« Axe-Majeur », inauguré par Jack Lang dans les années 1980. Rohmer avait déjà connu la banlieue moderne dans sa phase précoce de création en 1975, lorsqu'il y avait produit Enfance d'une ville, le premier volet d'une série documentaire en quatre parties intitulée Ville nouvelle, pour TF1. Dès l'introduction de L'Ami de mon amie, des bâtiments centraux de la ville sont montrés et attribués à l'espace de travail ou de vie des personnages.

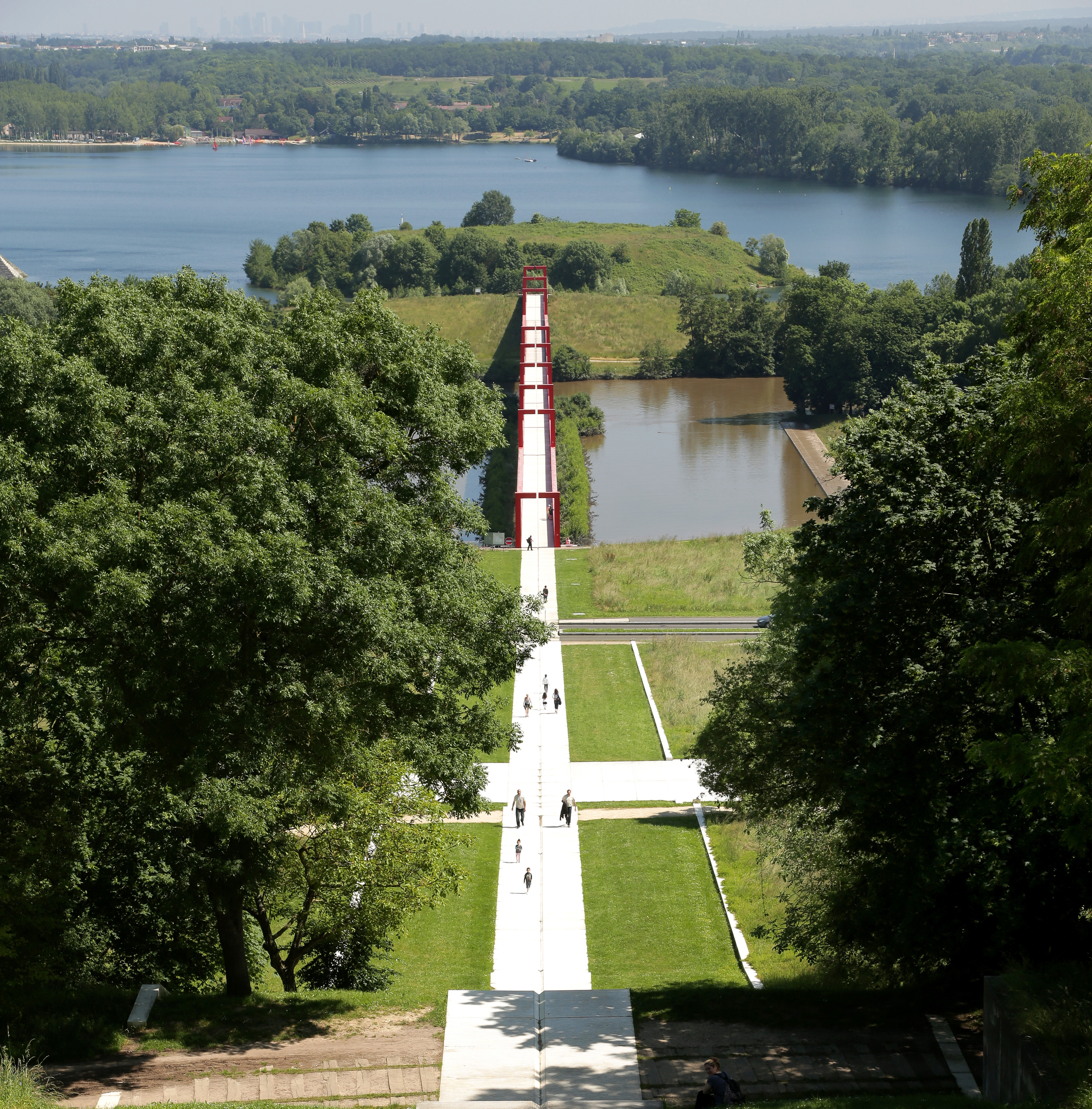
L'Axe majeur avec vue sur l'Oise et la base de loisirs des étangs de Cergy.
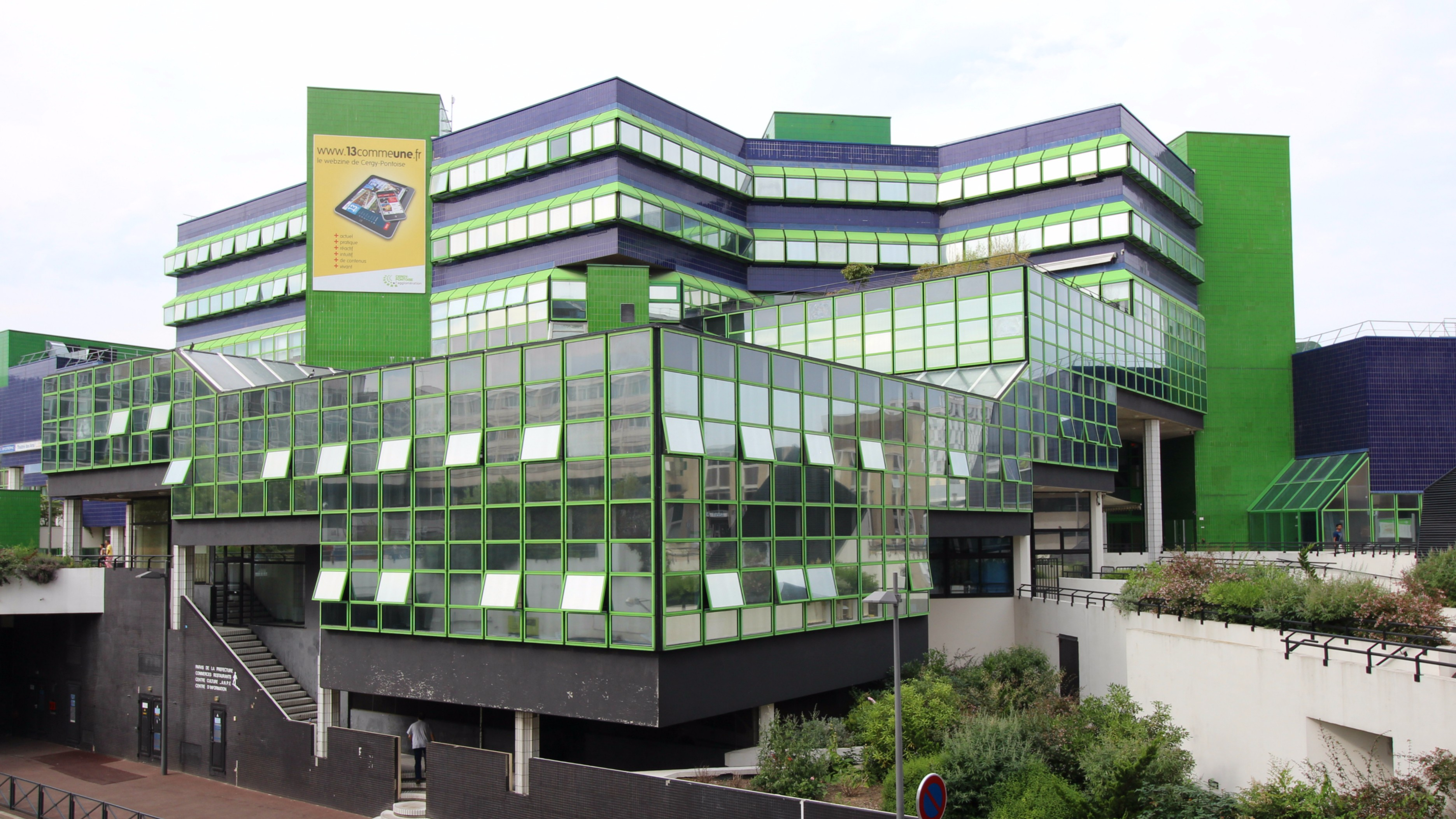
Hôtel d'agglomération de Cergy-Pontoise – le lieu de travail de Blanche
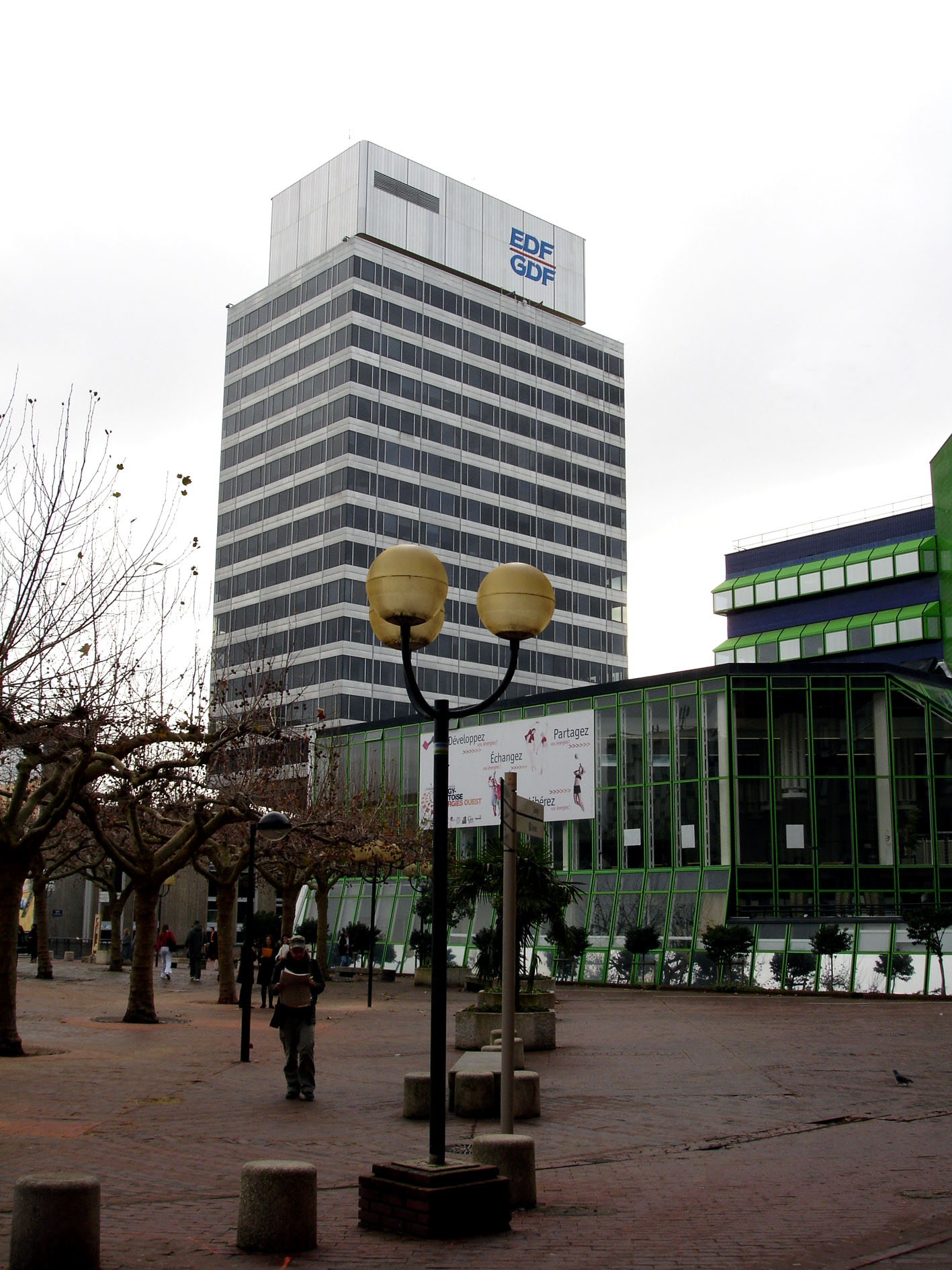
Tour EDF-GDF – le lieu de travail d'Alexandre
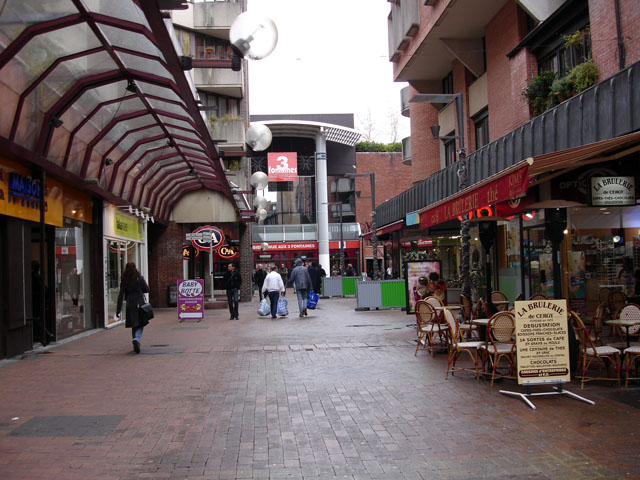
Centre commercial Les 3 Fontaines – là où se croisent Blanche et Fabien
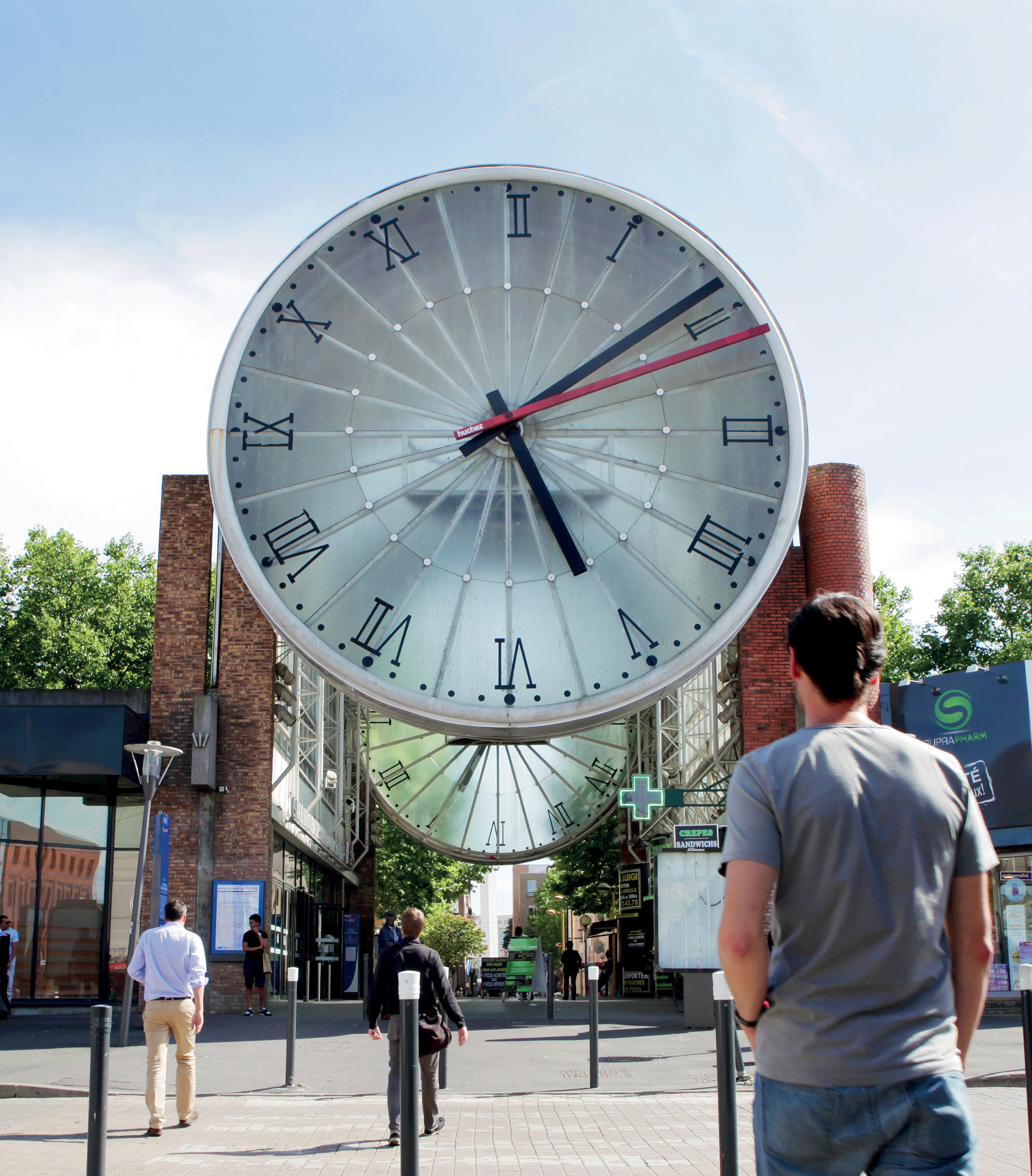
Gare de Cergy-Saint-Christophe

Rohmer justifiait le choix du décor : « Les personnages de L'Ami de mon amie sont ancrés dans la vie ; cet urbanisme donnait une forme architecturale à leurs espérances, à leur idéal et à leurs déceptions. Cergy sert donc de laboratoire à une expérience, d'espace utopique et concret en même temps [...] le quartier Saint-Christophe donnait vraiment l'impression de sortir de nulle part ». En choisissant un espace d'action isolé et paisible, il voulait renouer avec les pièces de théâtre du XVIIe siècle où des jeunes gens innocents se rencontrent au sein d'une nature originelle. Ainsi, Rohmer a également souligné dans une interview qu'il s'était davantage concentré sur les espaces verts que sur les intérieurs, qu'il avait tourné la plupart des scènes en plein air ou du moins devant une vue de fenêtre.
La municipalité de Cergy-Pontoise s'est montrée très satisfaite de l'image positive que le film renvoyait de sa ville, mais Rohmer a nuancé rétrospectivement ce qui se cache derrière les façades de cette ville qui s'est rapidement élevée. « À Cergy comme dans toutes villes nouvelles sans doute, il existe une certaine médiocrité dans la réalisation des bâtiments. [...] Les matériaux sont artificiels et les arbres ne sont pas assez grands ni touffus. Il en va exactement de même pour les personnages : ce sont des jeunes femmes qui apprennent à devenir rivales. Elles n'ont guère de profondeur ». En ce sens, le lieu de l'action et les personnages se correspondent : « Je n'ai pas sacrifié les acteurs au décor, mais je pense qu'il s'est produit une osmose assez fructueuse et que les deux parties se sont aidées et renforcées mutuellement ».

### Couleurs et musique
Pour la réalisation visuelle, Rohmer a fixé dans beaucoup de ses films une couleur de base qui devait servir de sorte de leitmotiv visuel. Pour L'Ami de mon amie, il avait en tête le rose brique des places et des bâtiments, mais il a changé d'avis par la suite et s'est orienté vers des nuances de bleu et de vert, qui se retrouvent également dans le blason de la ville de Cergy-Pontoise en tant que symbole de l'Oise et de la forêt environnante. Rohmer commentait rétrospectivement : « Ici, j'ai donc été un peu guidé de manière mystérieuse et surnaturelle par les forces inhérentes à cette ville ».
Les couleurs ont une signification particulière dans le dénouement du film, où les deux nouveaux couples se font face. Mais leurs vêtements (Léa et Fabien en bleu, Blanche et Alexandre en vert) trahissent toujours les couples initiaux. Tout comme l'annonce en arrière-plan de cette scène, dans laquelle les visiteurs sont invités à ramasser leurs déchets, il s'agit d'une rupture ironique qui détruit aussitôt l'illusion naissante d'harmonie et de bonheur amoureux. Uta Felten y voit une mise en abyme par laquelle le film révèle son propre dispositif expérimental, l'artificialité et la prévisibilité de l'échange de partenaires qui a eu lieu.
Selon le générique de fin, la musique du film est signée par le compositeur français Jean-Louis Valero. En réalité, aucune musique n'est présente dans le film. Valero a expliqué plus tard que Rohmer lui avait commandé 25 minutes de compositions à sa convenance, mais à condition de les baisser dans le film jusqu'à ce qu'elles ne soient pas audibles pour le spectateur. En général, Rohmer n'aimait pas les musiques de film qui accompagnent l'action : « Jamais de musique de film, mais une musique dans le film, représentée comme un fragment de réalité au même titre que les visages, les paysages, les objets ».

## Exploitation
Le film a été présenté en avant-première à la Mostra de Venise en août 1987. Il est sorti dans les salles françaises le 26 août.
L'Ami de mon amie a connu un grand succès public en avoisinant les 500 000 entrées en France. Après Les Nuits de la pleine lune, le film a été le deuxième plus grand succès du cycle Comédies et Proverbes. Le public a salué le dénouement heureux de l'intrigue, les couleurs vives et les beaux acteurs habillés de façon moderne. Le cadre des banlieues postmodernes de Paris a également suscité la curiosité des spectateurs.

### Accueil critique

#### France
La critique française était cependant divisée dans son jugement, allant de l'approbation amicale (Michel Ciment) à la lassitude et l'écœurement (Gérard Lefort et Serge Toubiana). Joël Magny, par exemple, a jugé dans les Cahiers du cinéma que les personnages étaient banals et que le film était « plus fade, plus systématique, plus bavard et moins séduisant » que tous les autres du cycle,. Le lien entre les personnages et le décor a souvent été remarqué, par exemple par Michel Perez dans Le Matin de Paris : « Le comportement des personnages s'affirme avec d'autant plus de force et de netteté dans un cadre qui lui convient parfaitement ». Jean-Dominique Bauby dans Paris Match fait la comparaison : « Rohmer ne fait pas l'accablant et sempiternel procès de notre société dont la plupart de ses confrères jugent utile de lester leurs œuvres. Sous l'œil d'un Godard, d'un Ferreri ou de cent autres cinéastes, la ville nouvelle de Cergy serait apparue comme le symbole de toutes les oppressions. Rien de tel ici : déjà old fashion sur le chapitre des sentiments, cet homme d'ordre s'attache aussi à nous montrer un monde qui tourne parfaitement rond ». Pour Claude-Marie Trémois, « On éprouve, à suivre les modifications de cette figure géométrique, le même plaisir qu'on ressent devant certains jeux de patience quand, enfin, chaque élément a trouvé sa place exacte. Passionné d'architecture moderne, Eric Rohmer nous promène dans Cergy-Pontoise. Sous sa caméra, on dirait un petit Versailles. À la différence des Nuits de la pleine lune, dont les personnages décrivaient des arabesques et où l'architecture, plus compliquée et plus sophistiquée, évoquait Mozart et le XVIIIe siècle, L'Ami de mon amie a la solidité du grand siècle et son goût de la symétrie. On pense à Le Nôtre et à Lully ».
Louis Skorecki publie une attaque ouvertement politique dans Libération sous le titre « Rohmer au pays des merguez ». Partant d'une scène où Blanche et Fabien rencontrent des immigrés et des ouvriers de la banlieue parisienne au bord des Étangs de Cergy, Skorecki reprochait à Rohmer de ne jamais sortir de la perspective de son ethnie et de sa classe sociale, dans laquelle les étrangers et les prolétaires ne sont que des figurants : « Éric Rohmer fréquente peu le peuple dans ses films ». Son histoire, c'est « ce qui reste quand on a tout enlevé : les meubles, les personnages, tout. Et dans cette histoire-là, il n'y a place ni pour les Arabes, ni pour les merguez, ni pour le peuple ».
Aurélien Ferenczi dans Télérama souligne la cruauté et la maîtrise qui se dégage de l'œuvre : « Dialogues et situations ne manquent pas de piquant, mais le rire, comme souvent chez Rohmer, n'est pas forcément gentil : le réalisateur se moque volontiers de ses personnages. A posteriori, et bien que la mise en scène soit précise et astucieuse, c'est une des réserves que l'art de Rohmer pourrait susciter : la cruauté y est plus grande que chez Marivaux, le pseudoréalisme, un jeu de dupes agencé par le maître. Mais quelle maîtrise ! ».

#### Italie
En Italie, Il Morandini estime que dans le film, « le sommet de la sincérité atteint le sommet de la perversion ». Le film qui conclut le cycle Comédies et Proverbes est l'un des films les plus rigidement programmatiques de Rohmer, qui cherche une synthèse du parcours dans la « moralité » des personnages. Le résultat est un délicieux et très fin exercice de cinéma joué dans des combinaisons sentimentales. Il Morandini estime qu'il est significatif que pour cette occasion, le réalisateur revient au 35 mm. D'après Paolo Mereghetti, Rohmer met en scène avec sa délicatesse habituelle et son souci de la nuance cette histoire d'amours juvéniles et estivales. Les cinq protagonistes sont les enfants de la société dans laquelle ils ont vécu, une société qui hypertrophie la banlieue parisienne où elle construit des villes modèles comme Cergy-Pontoise, une ville où l'on vit pour travailler, un cadre parfait pour l'hédonisme vide de la seconde moitié des années 1980.

#### Allemagne de l'Ouest
En Allemagne de l'Ouest, le Filmdienst a conseillé le film en estimant : « Une description sensible, narrative et analytique, légère et naturelle du caractère et de la situation de jeunes gens. Particulièrement brillante est la conduite des dialogues et des acteurs ». Le Spiegel en tirait la conclusion suivante : « Devant l'architecture géométrique et froide de la banlieue parisienne de Cergy-Pontoise, Rohmer déploie un jeu de quatuor estival et léger des sentiments ». Dans le magazine Filmwärts, Rolf Aurich portait un tout autre jugement sur la vie selon lui pathétique des personnages du film : « C'est le film le plus laid, le plus dur et le plus déprimant de Rohmer depuis Le Signe du Lion »,. Norbert Jochum dans Die Zeit a tenté de s'expliquer et d'expliquer aux lecteurs le film et le baiser entre Blanche et Fabien et n'a finalement abouti qu'à cette constatation : « C'est la faute soit au silence, soit au soleil, soit au fait qu'elle se sente bien, mais d'après moi, c'est dû au bruissement du vent dans les feuilles des arbres ».

#### États-Unis
Aux États-Unis, Vincent Canby dans le New York Times, a porté un jugement assez positif : « L'Ami de mon amie semble aussi pur et fonctionnel que la ville satellite, mais il est plein de plaisirs inattendus. [...] Après la projection de presse, un ami s'est plaint que le film donnait l'impression de durer 16 heures. [...] En fait, il y a 102 minutes, et elles sont toutes magnifiques ». Pour Roger Ebert, l'ami de mon amie ne traitait pas de sentiments profonds, mais d'apparences et de mode : « Rohmer sait exactement ce qu'il fait ici. Il n'a pas de grandes intentions, mais une petite intéressante : il veut observer la vie quotidienne d'une nouvelle classe de Français, les jeunes professionnels, dont les valeurs sont avant tout matérialistes, dont les idées ont été façonnées par la culture pop, qui ne lisent pas beaucoup, ne réfléchissent pas à la politique ou ont une plus grande profondeur ».

### Distinctions
- Nomination au César du meilleur scénario et meilleur espoir féminin (Sophie Renoir) en 1988.